# Луиз Мишел
Луиз Мишел (на френски: Louise Michel; 29 май 1830 – 9 януари 1905) е учителка и важна фигура в Парижката комуна. След наказателното ѝ транспортиране в Нова Каледония тя прегръща анархизма. Когато се завръща във Франция, тя се изявява като важен френски анархист и тръгва на турнета с лекции из Европа. Журналистът Браян Дохърти я нарича „френската гранд дама на анархията“. Нейното използване на черен флаг на демонстрация в Париж през март 1883 г. също е най-ранното развято знаме известно с това, което ще стане известно като черния флаг на анархията.

## Ранен живот
Луиз Мишел е родена на 29 май 1830 г. като извънбрачна дъщеря на прислужница, Мариан Мишел, и син на къщата, Лоран Демахис. Тя е отгледана от своите баба и дядо по бащина линия, Шарлот и Шарл-Етиен Демахи, в североизточна Франция. Тя прекарва детството си в Château de Vroncourt и получава либерално образование. Когато нейните баба и дядо умират, тя завършва учителско обучение и работи в селата.

## Кариера и активизъм
През 1865 г. Мишел отваря училище в Париж, което става известно със своите модерни и прогресивни методи. Мишел си кореспондира с видния френски романтик Виктор Юго и започва да публикува поезия. Тя се включва в радикалната политика на Париж и сред нейните сътрудници са Огюст Бланки, Жул Валес и Теофил Фере. През 1869 г. феминистката група Société pour la Revendication des Droits Civils de la Femme (Общество за търсенето на граждански права на жените) е обявена от Андре Лео. Сред членовете на групата бяха Мишел, Пол Минк, Елиска Винсент, Елизе Реклю и съпругата му Ноеми, г-жа Жул Симон, Каролаин дьо Баро и Мария Дерайсмес. Поради широкия диапазон от мнения, групата реши да се фокусира върху темата за подобряване на образованието на момичетата.
Обикновено известна като Revendication des Droits de la Femme (Искане за права на жените), групата имаше тесни връзки със Société Coopérative des Ouvriers et Ouvrières (Кооперативно дружество на работниците мъже и жени). Така манифестът от юли 1869 г. на Revendication des Droits de la Femme е подписан от съпругите на войнствени членове на кооперацията. Манифестът е подкрепен и от Софи Доктринал, подписвайки с Citoyenne Poirier (гражданин Poirier), който по-късно ще стане близък сътрудник на Мишел в Парижката комуна. През януари 1870 г. Мишел и Лео присъстват на погребението на Виктор Ноар. Мишел изразява разочарование, че смъртта на Ноар не е била използвана за свалянето на Империята. В началото на обсадата на Париж, през ноември 1870 г., Лео в лекция заявява: „Не е въпрос на практикуване на политика, ние сме хора, това е всичко.“

## Парижка комуна
По време на обсадата Мишел става част от Националната гвардия. Когато Парижката комуна е обявена, тя е избрана за ръководител на Комитета за бдителност на жените в Монмартър. През април 1871 г. тя се хвърля във въоръжената борба срещу френското правителство. Тя е любовница на Теофил Фере, старши член на Комуната и на нейния Комитет за обществена безопасност. Фере е този, който нарежда екзекуцията на Жорж Дарбой, архиепископът на Париж. Тя е свързана с Фере и Раул Риго, двама от най-войнствените членове на Парижката комуна. Въпреки това Фере и Риго я убеждават да не изпълнява плана си за убийството на Адолф Тиер, главен изпълнителен директор на френското национално правителство. Вместо това Мишел се бие с 61-ви батальон на Монмартър по време на Кървавата седмица, битката, която сложи край на Комуната, и организира станции за линейки. В мемоарите си тя по-късно пише „о, аз съм дивак, харесва ми миризмата на барут, сачми, летящи във въздуха, но преди всичко съм отдадена на революцията“. На 24 май тя се предава на френската армия, за да спаси майка си от затвор.
Мишел идеологически оправдава една войнствена революция, прокламирайки: „Спуснах се по Бът, с пушката си под палтото, крещя: Предателство!... Нашата смърт щеше да освободи Париж“. Тя размишлява: „Може би е вярно, че жените обичат бунтовете. Ние не сме по-добри от мъжете по отношение на властта, но властта все още не ни е покварила.“ В мемоарите си Мишел признава, че реалностите на революционното правителство са засилили нейната решимост да сложи край на дискриминацията срещу жените. За отношението на своите другари мъже тя пише: „Колко пъти, по време на Комуната, съм ходила с национален гвардеец или войник на място, където едва ли са очаквали, че ще трябва да се борят с жена?“ Тя предизвика своите другари да „изиграят роля в борбата за правата на жените, след като мъжете и жените са спечелили правата на цялото човечество?“
През декември 1871 г. Мишел е съдена от военен съд заедно с хиляди затворници, заловени по време на Кървавата седмица. Тя е обвинена в престъпления, включително опит за сваляне на правителството, насърчаване на гражданите да се въоръжават и самата тя използва оръжие и носи военна униформа. Предизвикателно тя предизвиква съдиите да я осъдят на смърт с думите: „Изглежда, че всяко сърце, което бие за свобода, няма друго право освен малко олово, така че аз искам своето!“ Мишел е осъдена на наказателно транспортиране. Някои източници смятат, че 20 000 защитници на Парижката комуна са били екзекутирани по бърза процедура, въпреки че това число е силно оспорвано от други източници. Жак Ружери, известен френски историк марксист, определя вероятния брой близо до 10 000. Мишел е сред 1169-те поддръжници на Комуната, които са осъдени на депортация. На 24 май тя се предава на френската армия, за да спаси майка си от затвор.

## Депортиране
След двадесет месеца в затвора Мишел е натоварен на кораба Virginie на 8 август 1873 г., за да бъде депортирана в Нова Каледония, където пристига четири месеца по-късно. Докато е на борда, тя се запознава с Анри Рошфор, известен полемист, който става неин приятел за цял живот. Тя също така се среща с Натали Лемел, друга активна фигура в комуната. Именно този последен контакт кара Луиз да стане анархист. Тя остава в Нова Каледония в продължение на седем години и се сприятелява с местния народ Канак.
Проявявайки интерес към канакските легенди, космологията и езиците, особено бичеламарския креол, тя научава за канакската култура от приятелства, които е създала с хора от канак. Тя преподава френски на канаките и застава на тяхна страна в канакския бунт през 1878 г. На следващата година тя получава разрешение да стане учителка в Нумеа за децата на депортираните – сред които много алжирски кабили („ Kabyles du Pacifique “) от бунта на Шейх Мокрани (1871 г.).

## Връщане във Франция
През 1880 г. е дадена амнистия на тези, които са участвали в Парижката комуна. Мишел се завъръща в Париж, нейната революционна страст е неотслабена. Тя изнася публично обръщение на 21 ноември 1880 г. и продължава революционната си дейност в Европа, като присъства на анархисткия конгрес в Лондон през 1881 г., където ръководи демонстрации и говори пред огромни тълпи. Докато е в Лондон, тя също присъства на срещи в дома на Панкхърст на Ръсел Скуеър, където прави особено впечатление на младата Силвия Панкхърст. Във Франция тя успешно води кампания, заедно с Чарлз Малато и Виктор Анри Рошфор, за амнистия, която да бъде предоставена и на алжирците депортирани в Нова Каледония.
През март 1883 г. Мишел и Емил Пуже водят демонстрация на безработни работници. В последвалите бунтове 500 демонстранти, водени от Мишел, ограбват три пекарни и викат „Хляб, работа или олово“. Предполага се, че Мишел ръководи тази демонстрация с черно знаме, което оттогава се превъръща в символ на анархизма. Това е първото регистрирано използване на анархисткото черно знаме.
Мишел е съдена за действията си в бунта и използва съда, за да защити публично анархистките си принципи. Тя е осъдена на шест години изолация за подбуждане към грабеж. Мишел е предизвикателна. За нея бъдещето на човешката раса е заложено на карта, „един без експлоататори и без експлоатирани“. Мишел е освободена през 1886 г., по същото време като Кропоткин и други видни анархисти.

## Изгнание и обиколки с лекции
През 1890 г. е арестувана отново. След опит да я затворят в психиатрична болница, тя се премества в Лондон. Мишел живее в Лондон пет години. Тя открива училище и се движи сред европейските анархистки кръгове в изгнание. Нейното международно анархистко училище за деца на политически бежанци отваря врати през 1890 г. на площад Фицрой. Ученията са повлияни от либертарианския педагог Пол Робин и прилагат на практика образователните принципи на Михаил Бакунин, наблягайки на научните и рационални методи. Целта на Мишел е да развие сред децата принципите на хуманност и справедливост. Сред учителите са анархисти в изгнание, като Викторин Руши-Брошър, но също и пионери в областта на образованието като Рейчъл Макмилан и Агнес Хенри. През 1892 г. училището е затворено, когато в мазето са открити експлозиви.  (Вижте анархистите от Уолсол) По-късно е разкрито, че експлозивите са били поставени там от Огюст Кулон, агент-провокатор от Специалния клон, който е работил в училището като асистент. Мишел участва в много англоговорещи публикации. Някои от писанията на Мишел са преведени на английски от поетесата Луиз Сара Бевингтън. Публикуваните произведения на Мишел също са преведени на испански от анархиста Соледад Густаво. Испанската анархистка и активистка за правата на работниците Тереза Кларамунт става известна като „испанската Луиз Мишел“.
По това време Мишел вече е станал добре познат лектор, обикаляйки многократно Европа, за да говори пред хиляди хора. През 1895 г. Себастиан Фор и Мишел основават френското анархистко издание Le Libertaire (Либертарианецът), сега наречен Le Monde Libertaire (Либертариански свят). През същата година Мишел среща Ема Голдман на анархистка конференция в Лондон, на която и двете говорят. Младата Голдман е силно впечатлена от Мишел, смятайки я за „социален инстинкт, развит до крайност“. По отношение на суровите условия в живота на Мишел, Голдман твърди, че „Анархистите настояват, че условията трябва да са радикално погрешни, ако човешките инстинкти се развиват до такива крайности за сметка един на друг.“
Мишел се завръща във Франция през 1895 г. В статия от 1896 г., озаглавена „Защо съм анархист“, Мишел твърди, че „Анархията няма да започне отново вечните страдания. Човечеството в своята битка на отчаяние ще се вкопчи в нея, за да изплува от бездната." През 1904 г. Мишел заминава на конферентна обиколка във френски Алжир. Мишел трябва да се срещне с антиколониалната кампания на Изабел Еберхард, но Еберхард почива малко преди Мишел да пристигне в Алжир.

## Смърт
Мишел умира от пневмония в Марсилия на 10 януари 1905 г. Погребението ѝ в Париж е посетено от повече от 100 000 души. Гробът на Мишел е в гробището Levallois-Perret, в едно от предградията на Париж. Гробът се поддържа от общността. Това гробище е и последното място за почивка на нейния приятел и колега комунар Теофил Фере.

## Политическа теория
Веднъж Мишел се пошегувала: „Ние обичаме да имаме агенти-провокатори в партията, защото те винаги предлагат най-революционните предложения.“ Политическите идеи на Мишел се развиват през целия ѝ живот. Някога учител с прогресивни идеали, нейният активизъм я кара да прегърне революционния социализъм, но опитът от една неуспешна революция я превръща в радикален анархист. Нейната политическа теория напредва от мирна реформа до насилствена революция, защото тя вярва, че съвременното общество трябва да бъде напълно унищожено, за да се появи нова егалитарна ера. Многото години, прекарани в затвора и във френската наказателна колония в Нова Каледония, са централни за промяната на нейното мнение.
Политическата теория на Мишел има своите корени в периода след Френската революция, последвана от поредица от монархии. Появяват се две преобладаващи теории. Има хора, които вярват, че царуването на терора, последвало революцията, е доказателство, че демокрацията е погрешна. Управляващите елити на следреволюционните монархии вярват, че за да успее икономиката, е необходимо да се контролира пазара на труда, заплатите и условията на труд. Така са въведени малко трудови реформи. От друга страна, френският романтизъм преосмисля Френската революция като осезаемия дух на френския народ. През 1840-те романтизмът във Франция се политизира, защото се приема, че индивидуалното щастие не може да бъде постигнато в изолация. Романтиците са заети със социалния прогрес и реформите. Писателите се впускат в стремежа да опишат реалистично живота на работещите бедни. Виктор Юго и Емил Зола се очертават като ключови писатели и политически активисти.
Малко след раждането на Мишел през 1830 г. краткотраен бунт довежда до установяването на конституционна монархия. Луи Филип I насърчава търговските интереси и обогатяването на горната средна класа чрез колонизация и наказателен транспорт, но в същото време практикува laissez-faire, когато става дума за социално-икономическото положение на работническата класа. Мишел за първи път си прави име, като публично защищава бедните и жените от работническата класа. През 60-те години на XIX век тя е известна като политически активист, тъй като яростно се противопоставя на политиката на император Наполеон III. Мишел подписва редица свои публикувани политически писания като Enjolras, името на революционера в Les Misérables на Юго.
През 1865 г. тя провокативно написва нова Марсилеза, призивът за оръжие по време на Френската революция. В своята Марсилеза Мишел призовава за масово въстание на хората за защита на републиката, като твърди, че мъченичеството е за предпочитане пред поражението. Това чувство ще бъде отразено в нейните впоследствие публикувани поезия, пиеси и романи. Но за разлика от своите съвременници, Мишел многократно се оплаква от насилственото отношение към деца и жестокото малтретиране на животни. Политическите герои на Мишел се борят за справедливост, докато децата и животните в нейните измислени произведения бяха твърде слаби, болни и гладни, за да се съпротивляват или да оцелеят.
Когато император Наполеон III и неговата армия са пленени от прусаците през 1870 г., в Париж е провъзгласена Третата френска република. Но временното правителство продължава войната срещу прусаците и четиримесечната обсада на Париж довжда до мрачни трудности. Парижани гладуват и измръзват до смърт. Някои успяват да се спасят, като ядат котки, кучета и плъхове. Правителството се предава, но Мишел и други парижани взимат оръжие и се организират като Национална гвардия. По времето на Парижката комуна Мишел е обявена за ръководител на Комитета за бдителност на жените и играе ключова роля в започването на икономически и социални реформи. Мишел прокарва отделянето на църквата от държавата, инициира образователни реформи и кодифицира правата на работниците. Реформите не са извършени поради краткотрайността на Комуната. Когато Мишел е съдена, тя иска да бъде убита чрез разстрел и заяви: „Ако ме оставите жив, никога няма да спра да викам за отмъщение и ще отмъстя на братята си, като разобличавам убийците“. Военният съд отказа да я направи мъченица.
Мишел е затворена две години, преди да бъде депортирана. Докато е в затвора, тя иска да бъде третирана като другите затворници и отхвърли усилията на приятелите си Юго и Жорж Клемансо да бъде сменена присъдата ѝ. Тя смята преференциалното третиране за позор. По време на четиримесечното пътуване до Нова Каледония, Мишел преразгледа вярата си в революционния социализъм. Тя прегърна анархизма и до края на живота си отхвърли всички форми на управление. През 1896 г. тя пише за промяната на мнението си:
| „ | Размишлявах върху нещата, събитията и хората от миналото. Мислех за поведението на нашите приятели от Комуната: те бяха скрупулни, толкова се страхуваха да не превишат властта си, че никога не хвърляха цялата си енергия в нещо друго, освен в загубата на своите собствените си животи. Бързо стигнах до заключението, че добрите хора на власт са некомпетентни, точно както лошите хора са зли, и следователно е невъзможно свободата някога да бъде свързана с каквато и да е форма на власт. | “ |

Мишел е запозната с принципите на анархизма от затворничката Натали Лемел, с която е затворена в голяма клетка за няколко месеца. Мишел става известна със своята безкористна щедрост и отдаденост към другите. В наказателната колония тя живее в доброволна бедност, раздавайки книгите, дрехите и парите, които е придобила. Мишел отново започва да преподава. Тя прекарва време с местното население Канак, като ги учи на френски, за да могат да предизвикат френските власти. Мишел ги подкрепя в бунта им срещу колониалната власт.
През 1875 г. доминираното от монархисти Народно събрание приема конституция, която установява републиканско правителство с горна и долна камара на парламента. Тази република е компромис, тъй като Народното събрание не можа да се съгласи кой да бъде крал. Бруталното потушаване на Парижката комуна ще повлияе на френската политика за години напред. Консерваторите и умерените в новото правителство избягват всичко, което може да предизвика ново въстание. Този страх забавя амнистията за тези, които са участвали в Парижката комуна с години. В крайна сметка е дадена амнистия и когато Мишел се завръща в Париж през ноември 1880 г., тя е посрещната от Анри Рошфор, Клемансо, тълпа от 20 000 души и полицията. Но тя няма търпение за „илюстрацията на Клемансо... че трябва да изчака парламентаризмът да донесе напредък“.
Мишел скоро започва кариерата си като оратор и намира публика в цяла Европа. През 1882 г. тя поставя първата си анархистка пиеса „Надин“. Като публичен оратор Мишел става опитна в прокарването на прагматични аргументи за атака срещу капитализма и авторитарната държава, като същевременно държи отворена възможността за положителен изход. Когато е изправена на съд през 1883 г. за ръководене на група безработни работници, тя атакува недостатъците в прилагането на френската републиканска конституция, казвайки:
| „ | Продължават да ни говорят за свобода: има свобода на словото с пет години затвор накрая. В Англия срещата щеше да се състои; във Франция дори не са направили правно предупреждение, за да позволят на отстъпление на тълпата, която би си тръгнала без съпротива. Хората умират от глад и дори нямат право да кажат, че умират от глад. | “ |

Мишел често говори за правата на жените от анархистка гледна точка. Тя не само се застъпва за образованието на жените, но също така, че бракът трябва да бъде свободен и че мъжете не трябва да имат права на собственост върху жените. В края на 1880-те години тя е автор на няколко творби, в които преразглежда темите на по-ранните си творби, но също така описва гибелта на стария ред и замяната му с общество на равни. Мишел поема на пътешествие към нова политическа философия. Революционните герои в The Strike очакват да умрат, но вместо това те дават живот на нова епоха и Мишел обсъжда правата и отговорностите на хората, които са живели след революцията.
Тя поставя своите пиеси в съответствие с теорията на Жан Грейв за участието на публиката. Публиката е интегрирана чрез политическа и артистична програма от лекции, стихове и песни. Публиката е насърчена да реагира и да преиграе конфликтите на пиесите. В нейните пиеси The Human Microbes (1886), Crimes of the Times (1888) и The Bordello (1890) една земеделска утопия възниква от опустошена Европа. Политическите идеали на Мишел дължат много на френския романтизъм на Юго и са описани подробно в „Новата ера“, „Последна мисъл“, „Спомени от Каледония“ (1887):
| „ | Наистина е време този стар свят да умре, тъй като вече никой не е в безопасност... Вече не можем да живеем като нашите предци от каменната ера, нито както през миналия век, след поредицата от изобретения, от откритията на науката донесе сигурността, че цялото производство ще се увеличи стократно, когато тези иновации бъдат използвани за общото благо, вместо да оставяме само шепа лешояди да си помагат, за да умрат останалите от глад. | “ |

Мишел е живяла във време, когато гладът е бил широко разпространен сред работещите бедни в Европа. Тя вярва, че технологичният прогрес ще замени физическия труд с машини. В комбинация с анархистична политика, твърди тя, това може да доведе до равно разпределение на богатството. През 1890 г. тя разсъждава, че „привлекателната сила на прогреса ще се демонстрира още повече, тъй като ежедневният хляб ще бъде осигурен и няколко часа работа, които ще станат привлекателни и доброволни, ще бъдат достатъчни, за да се произведе повече от необходимото за потребление."  Подобно на други анархисти от нейното време, тя не вярва, че историята е запис на постоянно подобрение, но че може да стане такава. Въпреки това, постоянен икономически растеж не беше подобрение само по себе си. Вместо това Мишел твърди, че прогресът идва чрез интелектуално развитие, социална еволюция и освобождение. Нейната визия за бъдещето е оформена от върховна увереност.
| „ | Науката ще донесе реколта в пустинята; енергията на бурите и водовъртежите ще издълбае пътеки през планините. Подводните лодки ще открият изгубени континенти. Електричеството ще носи въздушни кораби над ледените полюси. Идеите за свобода, равенство и Справедливостта най-накрая ще избухне в пламък. Всеки индивид ще живее своята неразделна част в рамките на човечеството като цяло. Прогресът е безкраен, трансформациите ще бъдат вечни. | “ |

Мишел не само оплаква бедността, в която живеят хората в цяла Европа, но също така отправя подробна критика на капитализма от 19 век. Тя се оплаква от недостатъците на капиталистическата банкова система и прогнозира, че концентрацията на капитал ще доведе до разоряването на малките предприятия и средната класа.  В мемоарите си Мишел казва, че анархисткият манифест от Лион (1883) точно изразява нейните възгледи. Манифестът е подписан от Питър Кропоткин, Емил Готие, Жозеф Бернар, Пиер Мартен и Тусен Борда. Кропоткин, подобно на Жул Гед и Емил Пуже, стават нейни близки приятели и сътрудници. Вместо да се съсредоточи върху насилствената революция, както е правила в по-ранните си творби, Мишел в по-късните си творби набляга на спонтанното въстание на хората. Тя дойде да отхвърли терора като средство за създаване на нова ера. Тя пише: „Тираноубийството е практично само когато тиранията има една глава или най-много малък брой глави. Когато е хидра, само революцията може да я убие“. Тя възприема мнението, че е най-добре водачите на такава революция да загинат, за да не се натоварват хората с оцелял генерален състав. Мишел смята, че „властта е зло“ и в съзнанието ѝ историята е историята на свободни хора, които са поробени. В реч от 1882 г. тя казва: „Всички революции са били недостатъчни, защото са били политически“. Според нея организацията не е необходима, защото бедните и експлоатираните щяха да се надигнат и чрез големия си брой да принудят стария ред да се свие.

## Наследство
Мишел е сред по-влиятелните френски политически фигури през втората половина на 19 век. Тя е и една от най-влиятелните жени политически теоретици на своето време. Нейните публикации за социалната справедливост за бедните и каузата на работническата класа са четени във Франция и цяла Европа. Когато умира през 1905 г., тя е оплаквана от хиляди. Панихиди се провеждат в цяла Франция и в Лондон. Въпреки че писанията ѝ днес са забравени, името ѝ е запомнено в имената на френски улици, училища и паркове. Мишел става национална героиня във Франция и е почитан като „велик гражданин“. Появява се култов образ на Мишел.</ref>
Малко преди смъртта си, когато се завръща от изгнанието си в Лондон, Мишел е наречена от консервативната френска преса „ангелът на бензина“, „вирагото на тълпата“ и „кралицата на изметта“. На свой ред Шарл Фердинанд Гамбон я сравнява с Жана д'Арк по отношение на нейната роля в Парижката комуна. Тази образност е допълнително пропагандирана от Едмон Лепелетие през 1911 г. Образът на Мишел като vierge rouge (червена девственица) започва да се използва както от консервативни, така и от либерални историци, когато разказват историята на Парижката комуна.
Мишел се счита за основател на анархическия феминизъм. Въпреки антиавторитарната реторика, ранните анархистки мислители поддържат културната ортодоксия, когато става въпрос за разделението на домашния труд и личните им взаимоотношения с жените. Основателят на френския анархизъм, Пиер-Жозеф Прудон е известен със своите сексистки възгледи. Мишел, Тереза Кларамунт, Луси Парсънс, Волтерин дьо Клейр и Ема Голдман стават видни фигури в паневропейското и американско анархистко движение от края на 19 век. С формирането на Първите международни анархистки секции в различни европейски страни под ръководството на Михаил Бакунин, анархизмът става известен не само с насърчаването на участието на жените в политическото движение, но и с това, че подкрепя идеала за женска еманципация.Porter, David. Vision On Fire: Emma Goldman on the Spanish Revolution.   Чико, AK Press, 14 декември 2006. ISBN 1904859577. с. 251.</ref>